# Hyphantrophaga desmiae
Hyphantrophaga desmiae är en tvåvingeart som först beskrevs av Sellers 1943.  Hyphantrophaga desmiae ingår i släktet Hyphantrophaga och familjen parasitflugor.
Artens utbredningsområde är Kalifornien. Inga underarter finns listade i Catalogue of Life.